# سندل أباد (ألاداغ)
سندل أباد (بالفارسية: سندل‌آباد) هي قرية تقع في إيران في قسم ألاداغ الريفي. يقدر عدد سكانها بـ 1,839 نسمة .